# Френк Вільчек
Френк Вільчек (англ. Frank Wilczek, 15 травня 1951, Мінеола, штат Нью-Йорк, США) — американський фізик, лауреат Нобелівської премії з фізики 2004 року «за відкриття асимптотичної свободи в теорії сильних взаємодій» (спільно з Девідом Гроссом і Девідом Політцером).

## Біографія
Вільчек народився в містечку Мінеола, штат Нью-Йорк, в змішаній польсько-італійській родині. Закінчив загальну школу в Квінс, потім школу ім. Ван Бюрена. У 1970 отримав ступінь бакалавра наук з математики в університеті Чикаго; в 1972 ступінь магістра, а в 1974 доктора філософії — в Принстонському університеті. З 2000 року Вільчек є професором фізики в Центрі теоретичної фізики Массачусетського технологічного інституту. Працював також в Інституті передових досліджень у Принстоні та Інституті теоретичної фізики ім. Кавлі в Санта-Барбарі. У 2002 нагороджений медаллю Лоренца.
У 1973 одружився з Бетсі Девайн. Двоє дітей — Еміті та Міра.

## Дослідження
У 1973 Вільчек, працюючи як аспірант з Девідом Гроссом в Принстонському університеті, відкрив асимптотичну свободу, згідно з якою, чим ближче кварки один до одного, тим менша сильна взаємодія (або обмін кольором) між ними. Коли кварки знаходяться надзвичайно близько один до одного, то ядерні сили між ними настільки слабкі, що кварки поводяться майже як вільні частинки. Ця теорія, відкрита незалежно також Девідом Політцером, була важливим кроком у розвитку квантової хромодинаміки.
Вільчек зробив внесок у дослідження аксіонів, еніонів, асимптотичної свободи, фаз колірної надпровідності кваркової речовини та інших аспектів квантової теорії поля. Він працював над надзвичайно широким колом питань — від фізики конденсованих середовищ,  астрофізики до фізики елементарних частинок.
У 2012 висунув ідею кристалів часу.
Його теперішні інтереси включають:
- «Чисту» фізику елементарних частинок: зв'язок між теоретичними ідеями і спостережуваними явищами.
- Поведінка речовини: надвисокі температури, густини й фазові структури.
- Застосування фізики елементарних частинок у космології.
- Застосування методів теорії поля у фізиці конденсованих середовищ.
- Квантову теорію чорних дір.

## Інше
На початку 2005 він знявся в одній серії комедійної передачі «Пенн і Теллер» під назвою «Нісенітниця». Мова йшла про мисливців за привидами, і доктор Вільчек був залучений як експерт, покликаний спростувати паранормальну псевдонауку.
У травні 2021 року вперше вийде друком українською книжка Вільчека «Основи. 10 ключів до реальності» у видавництві «Лабораторія». Переклав книжку Микола Климчук.

## Вибрані статті (англ.)
- Кварковий опис адронних фаз
- Неперервність кваркової і адронної речовини
- Кваркова речовина високої густини і група перенормування в КХД з двома і трьома ароматами [Архівовано з першоджерела 10 травня 2003.]
- Захоплення колір-аромат і порушення хіральної симетрії в КХД високої густини
- Маси ферміонів, осциляції нейтрино і розпад протона в детекторі SuperKamiokande
- Квантова теорія поля
- Структура Рімана-Ейнштейна з об'ємною і калібрувальною симетрією
- Ефективна польова теорія Черна-Саймонса для квантового холлівського стану Пфаффіана.

## Книги
- Дробова статистика і надпровідність аніонів/ Fractional Statistics and Anyon Superconductivity, 1990
- Геометричні фази у фізиці/ Geometric Phases in Physics, 1988
- Прагнення до гармоніям: теми і варіації у сучасній фізиці/ Longing for the Harmonies: Themes and Variations in Modern Physics, 1989
- Фантастичні реальності: 49 уявних подорожей і поїздка в Стокгольм/ Fantastic Realities: 49 Mind Journeys And a Trip to Stockholm, 2006
- Музика вакууму/ La musica del vuoto, 2007
- Легкість буття: маса, ефір і об'єднання фізичних сил/ The Lightness of Being: Mass, Ether, and the Unification of Forces, 2008
- Вільчек, Френк. Основи. 10 ключів до реальності / пер. з англ. Микола Климчук. — К. : Лабораторія, 2021. — 208 с.